# Kornet stenbræk
Kornet stenbræk (Saxifrage granulata) er en 15-25 cm høj urt, der vokser på tør og sandet bund på overdrev og vejkanter. Planten har såkaldte yngleknopper nederst ved grundbladene. Dette har givet planten dens navn: "kornet" (af det latinske: granulata).

## Beskrivelse
Kornet stenbræk er en flerårig urt med en grundstillet roset af blade og en opret, blomsterbærende stængel. Stænglen er rund, rødbrun og ganske fint håret. Den bærer nogle få blade, som er ustilkede og rundtakkede. Grundbladene er derimod langstilkede og nyreformede med rundtakket rand. Oversiden er græsgrøn, mens undersiden er lidt lysere på grund af et fint hårlag.
Blomstringen sker i maj-juni, og man finder blomsterne samlet i en endestillet top. De enkelte blomster er hvide med fem kronblade og 10 støvdragere. Frugterne er kapsler med mange frø.
Rodnettet er trævlet, men det suppleres af en større mængde yngleknopper ved grundbladenes fæster.
Højde x bredde og årlig tilvækst: 0,20 x 0,20 (20 x 20 cm/år).

## Voksested
Arten hører hjemme i Nordafrika og Europa, bl.a. i Danmark, hvor den er almindelig i hele landet. Alle steder er den knyttet til lysåbne, kystnære og forholdsvis tørre steder med forholdsvist lavt mineralindhold. Derfor ses den ofte på overdrev og tørre skrænter.
På Brampton Meadow i Cambridgeshire, England findes den på artsrige græsningsområder sammen med bl.a. alm. kamgræs, slangetunge, hvid okseøje, liden skjaller, lægekvæsurt, rødkløver, rød svingel og sorthovedknopurt.
| Portal | Portal:Botanik |

## Note
1. ↑  www.cambridgeshire.gov.uk: Local Habitat Action Plan for Cambridgeshire (engelsk)